# Бетти в Нью-Йорке
«Бетти в Нью-Йорке» (исп. Betty en NY) — американская теленовелла 2019 года, в главных ролях Элифер Торрес и Эрик Элиас. Это была ремейком колумбийской теленовеллы 1999—2001 годов «Я — Бетти, дурнушка», созданной Фернандо Гайтаном. Он транслировался с 6 февраля до 12 августа 2019 года на телеканале «Telemundo».

## Сюжет
Сериал вращается вокруг Беатрис Аврора Ринкон Лосано, умной и способной молодой мексиканки, которая живет в Нью-Йорке и преследует свои мечты, преодолевая предрассудки в мире, где имидж — это все. После шести месяцев отторжения на всех работах, на которые она претендует из-за недостатка физической привлекательности, Бетти решает устроиться на работу намного ниже своих способностей. Таким образом, после прихода в изысканную модную компанию V&M Fashion она становится личным секретарем президента компании. Хотя ее ежедневно осмеивают и унижают за полное отсутствие стиля, Бетти более чем готова не потерпеть поражение в этой безжалостной войне внешностей. Хотя она очень компетентна и имеет большие планы для личностного роста, ни одно из ее многочисленных качеств не сможет помочь Бетти найти настоящую любовь.

## В ролях
- Элифер Торрес — Беатрис «Бетти» Аврора Ринкон
- Эрик Элиас — Армандо Мендоса
- Сабрина Сиара — Марсела Валенсия
- Аарон Диас — Рикардо Кальдерон
- Эктор Суарес Гомис — Уго Ломбарди
- Сезар Боно — Деметрио Ринкон
- Альма Дельфина — Хулия Лосано де Ринкон
- Хейми Осорио — Мариана Гонсалес
- Сильвия Саенс — Патриция Фернандес
- Саул Лисазо — Роберто Мендоса
- Маурисио Гарса — Николас Рамос
- Шейла Тадео — Берта Варгас
- Изабель Морено — Инес «Инесита» Сандовал
- Амаранта Руис — София Пенья
- Маурисио Энао — Фабио
- Глория Перальта — Маргарита Дель Валье Мендоса
- Пепе Суарес — Эфраина Монтес
- Вероника Шнайдер — Каталина Эскарпа
- Родольфо Салас — Даниэль Валенсия
- Фредди Флорес — Джованни Кастаньеда
- Кандела Маркес — Дженни Венди Рейес
- Даниэла Тапиа — Аура Мария Андраде
- Хайме Аймерих — Чарли Годинес
- Поло Монаррес — Уилсон Куаутемок Маркес
- Валерия Вера — Сандра Фуэнтес
- Рикардо Эрнандес — Грегорио Мата
- Палома Маркес — Мария Лучия Валенсия
- Джимми Бернал — Рэймонд Смит
- Мишель Таурел — Карла
- Габриэль Коронель — Начо
- Фред Валье — Стив Паркер
- Карен Карреньо — Наоми Феррети
- Сьюзи Эррера — Дейзи
- Карл Мергенталер — Мистер Андерсон
- Салим Рубиалес — Питер
- София Река — Ромина
- Хорхе Консехо — Фрэнк
- Даниэла Ботеро — Ванесса Паласиос
- Лаура Гарридо — Синди Андерсон
- Вилли Мартин — Элвис
- Саул Мендоса — Андрес
- Анжело Ямайка — Мануэль
- Сантьяго Хименес
- Ноа Рико — Эфраин Монтес младший
- Мартин Фахардо — Джонатан Монтес

### Приглашенный актерский состав
- Шеннон де Лима — сама[4]
- Хорхе Энрике Абельо — Армандо Мендоса[5]
- Габи Эспино — сама[6]